# Starosty
Starosty (deutsch Starosten, 1938 bis 1945 Müllersbrück) ist ein Dorf in der polnischen Woiwodschaft Ermland-Masuren und gehört zur Landgemeinde Wieliczki (Wielitzken, 1938 bis 1945 Wallenrode) im Powiat Olecki (Kreis Oletzko, 1933 bis 1945 Kreis Treuburg).

## Geographische Lage
Starosty liegt am Flüsschen Lega im Osten der Woiwodschaft Ermland-Masuren, zehn Kilometer südöstlich der Kreisstadt Olecko (Marggrabowa, umgangssprachlich auch Oletzko, 1928 bis 1945 Treuburg).

## Geschichte
Im Jahre 1538 wurde Starosten gegründet. Zwischen 1874 und 1945 war das Dorf in den Amtsbezirk Nordenthal (polnisch Nory) eingegliedert, der – 1938 in „Amtsbezirk Nordental“ umbenannt – zum Kreis Oletzko (1933 bis 1945 Kreis Treuburg) im Regierungsbezirk Gumbinnen der preußischen Provinz Ostpreußen gehörte.
Die Zahl der Einwohner belief sich im Jahre 1910 auf 111. Sie stieg bis 1933 auf 243 und betrug 208 im Jahre 1939.
Aufgrund der Bestimmungen des Versailler Vertrags stimmte die Bevölkerung im Abstimmungsgebiet Allenstein, zu dem Starosten gehörte, am 11. Juli 1920 über die weitere staatliche Zugehörigkeit zu Ostpreußen (und damit zu Deutschland) oder den Anschluss an Polen ab. In Starosten stimmten 94 Einwohner für den Verbleib bei Ostpreußen, auf Polen entfiel keine Stimme.
Am 3. Juni (amtlich bestätigt am 16. Juli) des Jahres 1938 wurde Starosten aus politisch-ideologischen Gründen der Abwehr fremdländisch klingender Ortsnamen in „Müllersbrück“ umbenannt.
In Kriegsfolge kam das Dorf 1945 mit dem gesamten südlichen Ostpreußen zu Polen und trägt seitdem die polnische Namensform „Starosty“. Heute ist das Dorf eine Ortschaft im Verbund der Gmina Wieliczki (Wielitzken, 1938 bis 1945 Wallenrode) im Powiat Olecki (Kreis Oletzko, 1933 bis 1945 Kreis Treuburg), vor 1998 der Woiwodschaft Suwałki, seither der Woiwodschaft Ermland-Masuren zugehörig.

## Kirche
Vor 1945 war Starosten resp. Müllersbrück in die evangelische Kirche Wielitzken in der Kirchenprovinz Ostpreußen der Kirche der Altpreußischen Union sowie in die katholische Kirche Marggrabowa (Treuburg) im Bistum Ermland eingepfarrt.
Heute gehört Starosty zur katholischen Pfarrkirche Wieliczki mit der Filialkirche Kleszczewo (Kleszöwen, 1936 bis 1938 Kleschöwen, 1938 bis 1945 Kleschen) im Bistum Ełk der Römisch-katholischen Kirche in Polen. Die evangelischen Einwohner halten sich zu den Kirchen in Ełk (Lyck) bzw. Suwałki innerhalb der Diözese Masuren der Evangelisch-Augsburgischen Kirche in Polen.

## Verkehr
Starosty ist über einen Landweg zu erreichen, der von Nowy Młyn (Neumühl) aus in den Ort führt. Ein Bahnanschluss besteht nicht.